# كيث كلوس
كيث كلوس (بالإنجليزية: Keith Closs)‏ مواليد 3 أبريل 1976 في هارتفورد، هو لاعب كرة سلة أمريكي معتزل. حمل الرقم 33. يبلغ طوله 7 قدم 3 بوصة (2.2 م). لعب مع فريق لوس أنجلوس كليبرز لمدة ثلاثة أعوام من 1997 إلى 2000 في الدوري الأمريكي لكرة السلة للمحترفين.

## روابط خارجية
- كيث كلوس على موقع إن بي أي (الإنجليزية)
- كيث كلوس على موقع سبورتس رفرنس (الإنجليزية)
- كيث كلوس على موقع كرة السلة الأوروبية.كوم (الإنجليزية)
- كيث كلوس على موقع كلية كرة السلة في سبورتس رفرنس.كوم (الإنجليزية)
- كيث كلوس على موقع ريلجم (الإنجليزية)
- كيث كلوس على موقع بروبوليرز (الإنجليزية)
- كيث كلوس على موقع سبورتس رفرنس (الإنجليزية)